# نیکومادس پاستور دیاز ای کوربل
نیکومادس پاستور دیاز ای کوربل (انگلیسی: Nicomedes Pastor Díaz y Corbelle; ۱۵ سپتامبر ۱۸۱۱ – ۲۲ مارس ۱۸۶۳) دیپلمات، سیاست‌مدار، نویسنده، و پدیدآور اهل اسپانیا بود.